# U-373 (tàu ngầm Đức)
U-373 là một tàu ngầm tấn công  Lớp Type VII thuộc phân lớp Type VIIC được Hải quân Đức Quốc Xã chế tạo trong Chiến tranh Thế giới thứ hai. Nhập biên chế năm 1941, nó đã thực hiện được mười ba chuyến tuần tra, đánh chìm được ba tàu buôn với tổng tải trọng 10.263 GRT. Trong chuyến tuần tra cuối cùng, U-373 bị một máy bay ném bom B-24 Liberator của Không quân Hoàng gia Anh đánh chìm trong vịnh Biscay vào ngày 8 tháng 6, 1944.

## Thiết kế và chế tạo

### Thiết kế

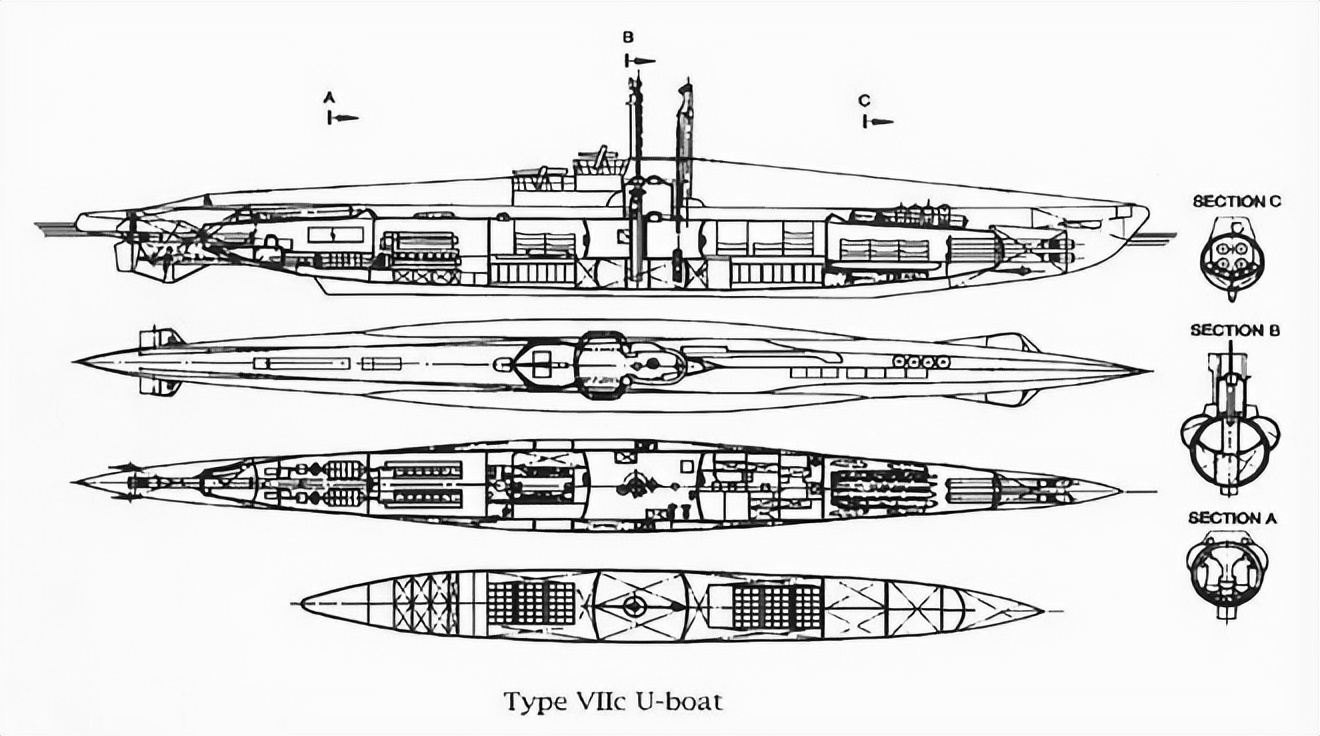
Sơ đồ các mặt cắt một tàu ngầm Type VIIC

Phân lớp VIIC của Tàu ngầm Type VII là một phiên bản VIIB được kéo dài thêm. Chúng có trọng lượng choán nước 769 t (757 tấn Anh) khi nổi và 871 t (857 tấn Anh) khi lặn). Con tàu có chiều dài chung 67,10 m (220 ft 2 in), lớp vỏ trong chịu áp lực dài 50,50 m (165 ft 8 in), mạn tàu rộng 6,20 m (20 ft 4 in), chiều cao 9,60 m (31 ft 6 in) và mớn nước 4,74 m (15 ft 7 in).
Chúng trang bị hai động cơ diesel Germaniawerft F46 siêu tăng áp 6-xy lanh 4 thì, tổng công suất 2.800–3.200 PS (2.100–2.400 kW; 2.800–3.200 bhp), dẫn động hai trục chân vịt đường kính 1,23 m (4,0 ft), cho phép đạt tốc độ tối đa 17,7 kn (32,8 km/h), và tầm hoạt động tối đa 8.500 nmi (15.700 km) khi đi tốc độ đường trường 10 kn (19 km/h). Khi đi ngầm dưới nước, chúng sử dụng hai động cơ/máy phát điện Garbe, Lahmeyer & Co. RP 137/c  tổng công suất 750 PS (550 kW; 740 shp). Tốc độ tối đa khi lặn là 7,6 kn (14,1 km/h), và tầm hoạt động 80 nmi (150 km) ở tốc độ 4 kn (7,4 km/h). Con tàu có khả năng lặn sâu đến 230 m (750 ft).
Vũ khí trang bị có năm ống phóng ngư lôi 53,3 cm (21 in), bao gồm bốn ống trước mũi và một ống phía đuôi, và mang theo tổng cộng 14 quả ngư lôi, hoặc tối đa 22 quả thủy lôi TMA, hoặc 33 quả TMB. Tàu ngầm Type VIIC bố trí một hải pháo 8,8 cm SK C/35 cùng một pháo phòng không 2 cm (0,79 in) trên boong tàu. Thủy thủ đoàn bao gồm 4 sĩ quan và 40-56 thủy thủ.

### Chế tạo
U-373 được đặt hàng vào ngày 23 tháng 9, 1939, và được đặt lườn tại xưởng tàu của hãng  Howaldtswerke ở Kiel vào ngày 8 tháng 12, 1939. Nó được hạ thủy vào ngày 5 tháng 4, 1941, và nhập biên chế cùng Hải quân Đức Quốc Xã vào ngày 22 tháng 5, 1941 dưới quyền chỉ huy của Hạm trưởng, Đại úy Hải quân Paul-Karl Loeser.

## Lịch sử hoạt động

### 1941

#### Chuyến tuần tra thứ nhất
Sau khi di chuyển từ Kiel đến cảng Horten, và sau đó đến cảng Trondhelm cùng thuộc Na Uy vào cuối tháng 7, 1941, U-373 khởi hành từ Trondhelm vào ngày 9 tháng 7 cho chuyến tuần tra đầu tiên trong chiến tranh. Nó băng qua khe GIUK giữa quần đảo Faroe và Iceland để hoạt động trong vùng biển Bắc Đại Tây Dương về phía Đông Nam Greenland. Kết thúc chuyến tuần tra mà không đánh chìm được mục tiêu nào, chiếc tàu ngầm đi đến cảng Brest bên bờ biển Đại Tây Dương của Pháp đã bị Đức chiếm đóng, đến nơi vào ngày 2 tháng 10.

#### Chuyến tuần tra thứ hai
U-373 xuất phát từ cảng Brest vào ngày 31 tháng 10 cho chuyến tuần tuần tra tiếp theo, và đã hoạt động tại khu vực giữa Đại Tây Dương, nhưng vẫn không tìm thấy mục tiêu nào giá trị. Con tàu quay trở về cảng Lorient cùng bên bờ biển Đại Tây Dương của Pháp vào ngày 21 tháng 11.

### 1942

#### Chuyến tuần tra thứ ba
Chuyến tuần tra tiếp theo của U-373 bắt đầu tại Lorient vào ngày 25 tháng 12, 1941, khi nó tiếp tục hoạt động tại khu vực giữa Đại Tây Dương nhưng vẫn không ghi được chiến công nào. Nó kết thúc chuyến tuần tra tại cảng La Pallice thuộc La Rochelle, Pháp vào ngày 15 tháng 1, 1942.

#### Chuyến tuần tra thứ tư
U-373 rời La Pallice vào ngày 1 tháng 3 cho chuyến tuần tra thứ tư, và đã băng qua suốt Đại Tây Dương để hoạt động dọc theo bờ biển Hoa Kỳ trong khuôn khổ Chiến dịch Paukenschlag (tiếng Anh: Chiến dịch Drumbeat). Tại đây nó đã đánh chìm Mount Lycabettus 4.292 GRT ngoài khơi bờ biển phía Đông Hoa Kỳ và Canada vào ngày 17 tháng 3. Chiếc tàu buôn Hy Lạp này được Thụy Sĩ thuê lại, với cờ Thụy Sĩ trung lập được sơn rõ ràng bên mạn tàu. Đến ngày 22 tháng 3, nó lại đánh chìm chiếc tàu buôn Anh Thursobank 5.575 GRT ở vị trí ngoài khơi vịnh Chesapeake. Ngoài ra thủy lôi mà chiếc U-boat rải ngoài khơi Cape May, New Jersey vào ngày 17 tháng 3 đã đánh chìm chiếc tàu kéo Hoa Kỳ John R. Williams 396 GRT vào ngày 26 tháng 6. U-373 quay trở về La Pallice vào ngày 17 tháng 4.

#### Chuyến tuần tra thứ năm, thứ sáu và thứ bảy
U-373 rời La Pallice vào ngày 18 tháng 5 cho chuyến tuần tra thứ năm, kéo dài cho đến ngày 8 tháng 7. Nó lại băng qua suốt Đại Tây Dương để hoạt động dọc theo vùng bờ Đông Hoa Kỳ, nhưng không đánh chìm thêm được mục tiêu nào.
Trong chuyến tuần tra tiếp theo từ ngày 6 tháng 8 đến ngày 4 tháng 10, U-373 đã hoạt động tại vùng biển giữa Bắc Đại Tây Dương. Trong lúc đang theo dõi Đoàn tàu ONS-122 lúc 02 giờ 05 phút ngày 25 tháng 8, nó bị chiếc tàu corvette Na Uy HNoMS Acanthus phát hiện qua radar. Acanthus đã bắn hải pháo và thả năm quả mìn sâu tấn công, nhưng chiếc U-boat đã thoát được mà không bị hư hại.
Chuyến tuần tra thứ bảy được thực hiện từ ngày 22 tháng 11 đến ngày 3 tháng 1, 1943, khi chiếc U-boat hoạt động ở giữa Bắc Đại Tây Dương về phía Đông Nam Greenland.

### 1943

#### Chuyến tuần tra thứ tám
U-373 có chuyến tuần tra thứ tám từ ngày 25 tháng 2 đến ngày 13 tháng 4 để tiếp tục hoạt động tại khu vực giữa Bắc Đại Tây Dương. Nó bị một máy bay ném bom B-24 Liberator thuộc Liên đội 1E Không lực Lục quân Hoa Kỳ thà năm quả bom tấn công vào ngày 2 tháng 3, nhưng chỉ bị hư hại trung bình. Sau khi sửa chữa, U-373 đã tiếp tục chuyến tuần tra.

#### Chuyến tuần tra thứ chín
U-373 rời La Pallice cho chuyến tuần tra thứ chín từ ngày 7 tháng 7 đến ngày 16 tháng 8, và nó đã hoạt động ở giữa Đại Tây Dương và tại lối ra vào phía Tây của eo biển Gibraltar. Vào ngày 24 tháng 7, chiếc U-boat bị những máy bay ném bom-ngư lôi Grumman TBF Avenger và máy bay tiêm kích Grumman F4F Wildcat xuất phát từ tàu sân bay hộ tống Hoa Kỳ USS Santee tấn công, khiến hai thành viên thủy thủ đoàn tử trận và bảy người khác bị thương. Chiếc tàu ngầm bị hư hại do trúng một quả ngư lôi FIDO Mark 24, nhưng vẫn tiếp tục chuyến tuần tra.

#### Chuyến tuần tra thứ mười và mười một
Trong chuyến tuần tra tiếp theo từ ngày 6 tháng 10 đến ngày 26 tháng 11, U-373 tiếp tục hoạt động tại khu vực giữa Bắc Đại Tây Dương. Sự cố xảy ra vào ngày 10 tháng 11, khi một thủy thủ bị gảy tay do thời tiết xấu.
U-373 lại có chuyến tuần tra ngắn thứ mười một từ ngày 26 tháng 12, 1943 đến ngày 5 tháng 1, 1944 để hoạt động trong vịnh Biscay. Tại đây một máy bay ném bom Vickers Wellington thuộc Liên đội 612 Không quân Hoàng gia Anh (RAF) đã tấn công chiếc tàu ngầm vào ngày 3 tháng 1, nhưng chiếc U-boat thoát được, và sau đó có thêm một máy bay ném bom B-24 Liberator thuộc Liên đội 224 RAF cùng tham gia tấn công. Khi U-373 quay trở về căn cứ, một quả mìn sâu chưa kích nổ còn mắc lại trên tháp chỉ huy, và chiếc tàu ngầm phải trở ra khơi để vứt bỏ khối chất nổ.

### 1944

#### Chuyến tuần tra thứ mười hai
U-373 thực hiện một chuyến tuần tra ngắn từ căn cứ Brest từ ngày 16 đến ngày 18 tháng 3, 1944. 

#### Chuyến tuần tra thứ mười ba – Bị mất
Sau đó, chiếc U-boat khởi hành từ cảng Brest lần sau cùng vào ngày 7 tháng 6, 1944 cho chuyến tuần tra thứ mười ba, cũng là chuyến cuối cùng. Sang ngày hôm sau, nó bị một máy bay ném bom B-24 Liberator thuộc Liên đội 224 RAF thả mìn sâu đánh chìm trong vịnh Biscay, tại tọa độ 48°10′B 05°31′T / 48,167°B 5,517°T. Bốn thành viên thủy thủ đoàn đã tử trận, và có 47 người sống sót. Sau khi đánh chìm chiếc U-boat, chiếc máy bay còn quay lại xả súng máy nhằm vào các xuồng cứu sinh trên biển. Chiếc Liberator này cũng đã đánh chìm tàu ngầm U-441 chỉ 20 phút sau đó.

### "Bầy sói" tham gia
U-373 từng tham gia 16 bầy sói:
- Markgraf (8 – 15 tháng 9, 1941)
- Brandenburg (15 – 24 tháng 9, 1941)
- Störtebecker (5 – 16 tháng 11,  1941)
- Seydlitz (27 tháng 12, 1941 – 2 tháng 1, 1942)
- Lohs (11 tháng 8 – 21 tháng 9, 1942)
- Draufgänger (29 tháng 11 – 2 tháng 12, 1942)
- Büffel (9 – 15 tháng 12, 1942)
- Ungestüm (15 – 26 tháng 12, 1942)
- Neuland (4 – 13 tháng 3, 1943)
- Dränger (14 – 20 tháng 3, 1943)
- Seewolf (21 – 28 tháng 3, 1943)
- Siegfried (22 – 27 tháng 10, 1943)
- Siegfried 3 (27 – 30 tháng 10, 1943)
- Jahn (30 tháng 10 – 2 tháng 11, 1943)
- Tirpitz 5 (2 – 8 tháng 11, 1943)
- Eisenhart 8 (9 – 10 tháng 11, 1943)

### Tóm tắt chiến công
U-373 đã đánh chìm được ba tàu buôn với tổng tải trọng 10.263 GRT:
| Ngày             | Tên tàu          | Quốc tịch      | Tải trọng | Số phận            |
| ---------------- | ---------------- | -------------- | --------- | ------------------ |
| 17 tháng 3, 1942 | Mount Lycabettus | Greece         | 4.292     | Bị đánh chìm       |
| 22 tháng 3, 1942 | Thursobank       | United Kingdom | 5.575     | Bị đánh chìm       |
| 24 tháng 6, 1942 | John R. Williams | United States  | 396       | Bị đánh chìm (mìn) |